# 岩手県道152号古舘停車場線
岩手県道152号古館停車場線（いわてけんどう152ごう ふるだてていしゃじょうせん）は、岩手県紫波郡紫波町を通る一般県道である。

## 概要
国道4号と古館駅を結ぶ。沿道には新興住宅地「古舘ニュータウン」が広がる。
沿道にある古館小学校に通う児童の交通安全を図るため、途中の横断歩道には人が近づくと、横断時の注意喚起の音声が流れるセンサー付スピーカー「しゃべっ太郎」が設置されている。

### 路線データ
- 起点：古舘停車場（古舘駅）
- 終点：紫波郡紫波町高水寺字古屋敷（国道4号交点）

## 地理

### 通過する自治体
- 紫波郡紫波町

### 交差する道路
- 国道4号（終点）

### 沿線の施設など
- JR東北本線 古館駅